# 船戸牧子
船戸 牧子（ふなど まきこ、1932年〈昭和7年〉5月 - ）は、日本の翻訳家、日本語教師。
東京女子大学文学部社会学科卒。ミネソタ大学に留学。英米文学、特に推理小説やSFを翻訳した。
1979年から4年間、コミュニティー誌「OCSニュース」で「学校訪問」シリーズを執筆。1985年から16年間、ニューヨーク市の高校で日本語教師を務めた。

## 著書
- 『学校が生きてる――ニューヨークの現場から』（東京図書出版会） 2006.10

## 翻訳
- 『光る指先』（E・S・ガードナー、早川書房、世界探偵小説全集） 1957
- 『危険な未亡人』（E・S・ガードナー、早川書房、世界探偵小説全集） 1957
- 『餌のついた釣針』（E・S・ガードナー、早川書房、世界ミステリシリーズ） 1959
- 『牝牛は鈴を鳴らす』（E・S・ガードナー、早川書房、世界ミステリシリーズ） 1961
- 『うしろ向きの騾馬』（E・S・ガードナー、早川書房、世界ミステリーシリーズ） 1966
- 『中継ステーション』（クリフォード・D・シマック、早川書房） 1966、のち文庫
- 『人狼原理』（クリフォード・D・シマック、早川書房） 1969、のち文庫
- 『たそがれの地球』（ポール・アンダースン、早川書房、ハヤカワ・SF・シリーズ） 1971
- 『ドラゴンの戦士』（アン・マキャフリイ、早川書房、「竜の戦士」文庫） 1973